# Marqise Lee
Marqise Lee (* 25. November 1991 in Long Beach, Kalifornien) ist ein ehemaliger US-amerikanischer American-Football-Spieler auf der Position des Wide Receivers. Zuletzt stand er bei den San Francisco 49ers in der National Football League (NFL) unter Vertrag, zuvor spielte er für die Jacksonville Jaguars.

## Frühe Jahre
Lee stammt aus schwierigen Verhältnissen, seine beiden Eltern sind taub. Später wohnte er in Pflegefamilien. Er besuchte in seinem ersten Jahr die Morningside High School in Inglewood, Kalifornien, wechselte aber zu seinem 2. Jahr an die Junípero Serra High School in Gardena, Kalifornien. Dort war er in der Football-, Basketball- und Leichtathletikmannschaft der Schule aktiv. In seinem letzten Jahr konnte er den Ball für 1409 Yards und 24 Touchdowns fangen, dazu kommen noch drei Interceptions als Defensive Back. Nach seinem Highschoolabschluss erhielt er ein Stipendium der University of Southern California, für die er von 2011 bis 2013 spielte. Schon in seinem ersten Jahr wurde er Stammspieler an der Schule. Er konnte in 36 Spielen den Ball für 3655 Yards und 29 Touchdowns fangen. Zusätzlich verhalf er seinem Team zu einem Sieg im Las Vegas Bowl 2013 verhelfen. Er selbst bekam auch zahlreiche Auszeichnungen, so erhielt er 2012 den Fred Biletnikoff Award als bester Wide Receiver im College Football. Er ist der erste Spieler der USC, der diesen Award erhalten hat. Außerdem wurde er 2012 zum Pac-12 Offensive Player of the Year und ins First-Team All-American gewählt. In seinem letzten Jahr konnte er an diese persönlichen Auszeichnungen nicht mehr anknüpfen.

## NFL

### Jacksonville Jaguars
Beim NFL-Draft 2014 wurde Lee in der 2. Runde an 38. Stelle von den Jacksonville Jaguars ausgewählt. Er wurde direkt in seinem ersten Jahr Starter für die Jaguars. Sein NFL-Debüt gab er am 1. Spieltag der Saison 2014 bei der 17:34-Niederlage gegen die Philadelphia Eagles, bei der er 6 Pässe für 62 Yards fing. Seinen ersten Touchdown konnte er am 13. Spieltag beim 25:24-Sieg gegen die New York Giants von Quarterback Blake Bortles fangen. Insgesamt kam er in seinem Rookie-Jahr auf 37 Passfänge für 422 Yards und einen Touchdown in 13 Spielen. In der Saison 2015 spielte Lee nur vereinzelt als Backup in 10 Spielen, auch aufgrund von Verletzungen. In der Saison 2016 blieb er zwar Backup, kam aber trotzdem etwas verstärkt zum Einsatz. Am 7. Spieltag konnte Lee bei der 16:33-Niederlage gegen die Oakland Raiders den Ball für insgesamt 107 Yards fangen, dies war sein erstes Spiel mit über 100 gefangene Yards. Dies konnte er am 14. Spieltag bei der 16:25-Niederlage gegen die Minnesota Vikings noch einmal erreichen, als er den Ball für insgesamt 113 Yards fing. Am 15. Spieltag konnte er bei der 20:21-Niederlage gegen die Houston Texans einen Kick-Return-Touchdown erzielen. Am 16. Spieltag konnte Lee außerdem beim 38:17-Sieg gegen die Tennessee Titans einen Touchdownpass werfen. Dies geschah im 4. Quarter, als er den Ball aus 20 Yards zum eigentlichen Quarterback Blake Bortles warf. Vorher hatte er bereits einen Touchdownpass fangen können. Bis dato ist dies auch sein Karrierehöchstwert. Er erzielte in der Saison insgesamt 4 Touchdowns, davon einen als Kick Returner.
Nachdem Head Coach Gus Bradley im Verlauf der Saison 2016 entlassen worden war und Doug Marrone sein Nachfolger wurde, wurde Lee in der Saison 2017 Stammspieler für die Jaguars. In den ersten 14 Spielen der Saison kam er stets als Starter zum Einsatz, dabei konnte er unter anderem am 10. Spieltag beim 20:17-Sieg gegen die Los Angeles Chargers einen Touchdownpass und einen Pass für eine Two-Point-Conversion fangen, sodass er insgesamt 8 Punkte beisteuerte, mehr als bislang zuvor. Die letzten beiden Spiele der Regular Season verpasste er jedoch aufgrund einer Knöchelverletzung. Da die Jaguars in diesem Jahr 10 Spiele gewannen und dabei nur 6 verloren, konnten sie die AFC-South-Division gewinnen und sich für die Playoffs qualifizieren. Dort gab Lee in der 1. Runde beim 10:3-Sieg gegen die Buffalo Bills sein Debüt. Auch das darauffolgende Spiel gegen die Pittsburgh Steelers konnte mit 45:42 gewonnen werden, und somit erreichten die Jaguars das AFC Championship Game gegen die New England Patriots. Dort spielte Lee von Beginn an und konnte den Ball viermal für 42 Yards fangen, nichtsdestotrotz unterlagen sie den Patriots mit 20:24.
Vor der Saison 2018 unterschrieb Lee einen neuen Vertrag über 4 Jahre und 38 Millionen US-Dollar. Allerdings verletzte er sich während des 3. Preseasonspiels am Knie und verpasste die gesamte Saison verletzt. Zu Beginn der Saison 2019 konnte er an seine Form von vor der Verletzung nicht mehr anknüpfen. Er kam in 6 der ersten 8 Spiele zum Einsatz, ehe er erneut mit einer Knieverletzung auf die Injured Reserve Liste gesetzt wurde. Nach der enttäuschenden Saison wurde er am 20. April 2020 von den Jaguars entlassen.

### New England Patriots
Daraufhin unterschrieb er am 28. April 2020 einen Vertrag bei den New England Patriots. Noch vor der Saison 2020 entschied er sich jedoch, die Möglichkeit des Opt-outs aufgrund der COVID-19-Pandemie wahrzunehmen. Deswegen kam er in keinem Spiel zum Einsatz. Im März 2021 entließen die Patriots Lee.

### San Francisco 49ers
Am 17. Mai 2021 nahmen die San Francisco 49ers Lee unter Vertrag, entließen ihn aber wenige Tage später wieder.

## Karrierestatistiken
| Legende | Legende            |
| ------- | ------------------ |
| Fett    | Karrierehöchstwert |

### Regular Season
| 2014                               | Jaguars          | 13 | 8  | 37           | 422          | 11,4         | 37           | 1            | 3            | 9            | 3,0          | 5            | 0            | 0            | 0            | 0,0          | 0            | 0            | 0            | 0            | 1            |              |              |
| 2015                               | Jaguars          | 10 | 1  | 15           | 191          | 12,7         | 30           | 1            | 5            | 38           | 7,6          | 12           | 0            | 0            | 0            | 0,0          | 0            | 0            | 0            | 0            | 1            |              |              |
| 2016                               | Jaguars          | 16 | 6  | 63           | 851          | 13,5         | 51           | 3            | 6            | 35           | 5,8          | 11           | 0            | 20           | 548          | 27,4         | 100          | 1            | 1            | 1            | 4            |              |              |
| 2017                               | Jaguars          | 14 | 14 | 56           | 702          | 12,5         | 45           | 3            | 1            | 17           | 17,0         | 17           | 0            | 5            | 13           | 2,6          | 7            | 0            | 1            | 0            | 3            |              |              |
| 2018                               | Jaguars          | 0  | 0  | Ohne Einsatz | Ohne Einsatz | Ohne Einsatz | Ohne Einsatz | Ohne Einsatz | Ohne Einsatz | Ohne Einsatz | Ohne Einsatz | Ohne Einsatz | Ohne Einsatz | Ohne Einsatz | Ohne Einsatz | Ohne Einsatz | Ohne Einsatz | Ohne Einsatz | Ohne Einsatz | Ohne Einsatz | Ohne Einsatz | Ohne Einsatz | Ohne Einsatz |
| 2019                               | Jaguars          | 6  | 1  | 3            | 18           | 6,0          | 8            | 0            | 1            | 1            | 1,0          | 1            | 0            | 0            | 0            | 0,0          | 0            | 0            | 0            | 0            | 0            |              |              |
| 2020                               | Patriots         | 0  | 0  | Opt-out      | Opt-out      | Opt-out      | Opt-out      | Opt-out      | Opt-out      | Opt-out      | Opt-out      | Opt-out      | Opt-out      | Opt-out      | Opt-out      | Opt-out      | Opt-out      | Opt-out      | Opt-out      | Opt-out      | Opt-out      | Opt-out      | Opt-out      |
| Gesamte Karriere                   | Gesamte Karriere | 59 | 30 | 174          | 2.184        | 12,6         | 51           | 8            | 16           | 100          | 6,3          | 17           | 0            | 25           | 561          | 22,4         | 100          | 1            | 2            | 1            | 9            |              |              |
| Quelle: pro-football-reference.com |                  |    |    |              |              |              |              |              |              |              |              |              |              |              |              |              |              |              |              |              |              |              |              |

### Postseason
| Saison                             | Team             | Spiele | Spiele      | Gefangen  | Gefangen | Gefangen | Gefangen | Gefangen | Gelaufen | Gelaufen | Gelaufen | Gelaufen | Gelaufen | Returning | Returning | Returning | Returning | Returning | Fumbles | Fumbles   | TD gesamt |
| Saison                             | Team             | Gesamt | als Starter | Passfänge | Yards    | Avg      | Lang     | TD       | Versuche | Yards    | Avg      | Lang     | TD       | Anzahl    | Yards     | Avg       | Lang      | TD        | Gesamt  | verlorene | TD gesamt |
| ---------------------------------- | ---------------- | ------ | ----------- | --------- | -------- | -------- | -------- | -------- | -------- | -------- | -------- | -------- | -------- | --------- | --------- | --------- | --------- | --------- | ------- | --------- | --------- |
| 2017                               | Jaguars          | 3      | 3           | 7         | 69       | 9,9      | 18       | 0        | 1        | 5        | 5,0      | 5        | 0        | 0         | 0         | 0,0       | 0         | 0         | 0       | 0         | 0         |
| Gesamte Karriere                   | Gesamte Karriere | 3      | 3           | 7         | 69       | 9,9      | 18       | 0        | 1        | 5        | 5,0      | 5        | 0        | 0         | 0         | 0,0       | 0         | 0         | 0       | 0         | 0         |
| Quelle: pro-football-reference.com |                  |        |             |           |          |          |          |          |          |          |          |          |          |           |           |           |           |           |         |           |           |